# Anras
Anras är en ort och kommun i distriktet Lienz i förbundslandet Tyrolen i Österrike.
Kommunen består av 20 orter (Ortschaften) (inom parentes invånarantal 1 januari 2024):

- Anras (345)
- Asch (148)
- Erlbrücke (48)
- Gebreite (21)
- Goll (47)
- Kobreil (10)
- Kollreid (0)
- Kolls (14)
- Köden (10)
- Lehen (3)
- Mairwiesen (22)
- Margarethenbrücke (38)
- Mittewald (155) - även en del i Assling
- Oberried (81)
- Planitzen (10)
- Rain (51)
- Raut (25)
- Unterried (112)
- Wiesen (21)
- Winkl (49)